# Prickly Pear Island
Prickly Pear Island est une île d'Antigua-et-Barbuda.
C'est une île inhabité mais qui sert pour les touristes lors des excursions.